# Frank Morey
Frank Morey, född 11 juli 1840 i Boston, Massachusetts, död 22 september 1890 i Washington, D.C., var en amerikansk politiker (republikan). Han tjänstgjorde i nordstatsarmén i amerikanska inbördeskriget och han var ledamot av USA:s representanthus 1869–1876. Moreys värv avslutades mitt i mandatperioden år 1876 när hans motståndare ifrågasatte valresultatet i det föregående valet med framgång.
Morey efterträdde 1869 W. Jasper Blackburn som kongressledamot och efterträddes 1876 av William B. Spencer.